# Iljušin Il-10
Iljušin Il-10 (kód NATO "Beast") byl sovětský bitevní letoun který vycházel z koncepce svého předchůdce Il-2. Změny spočívaly zejména v lepších parametrech a odstranění vad, které měl Il-2.

## Vývoj

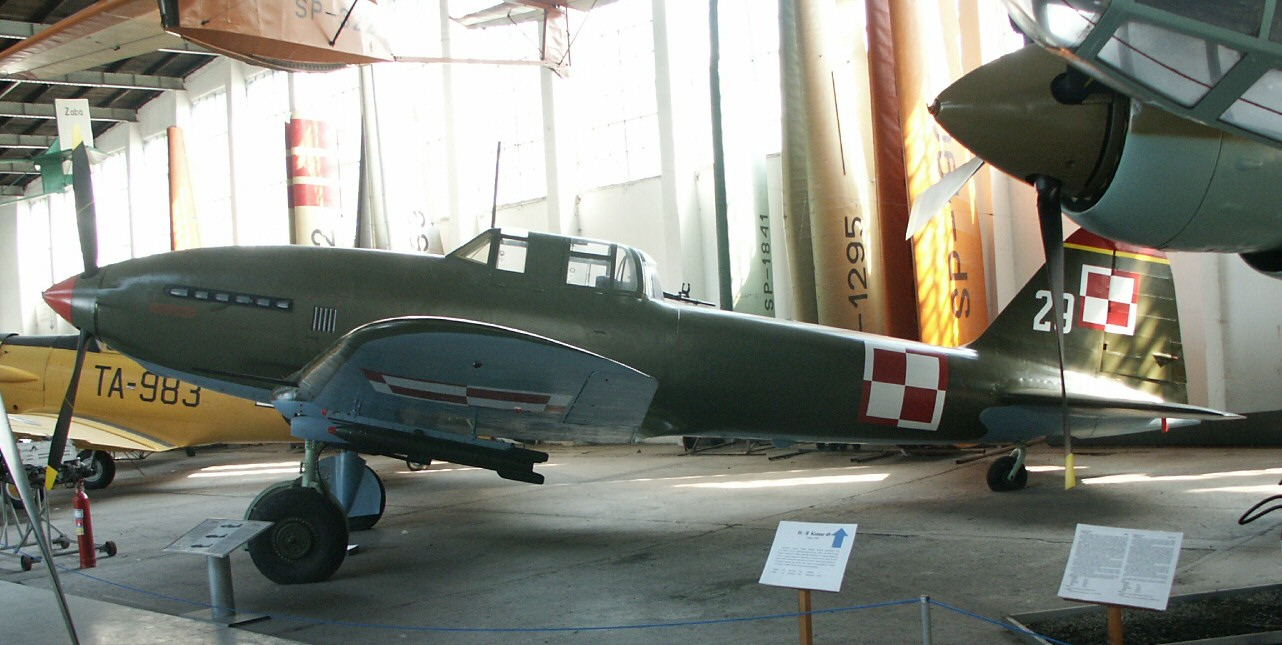
Iljušin Il-10 – Avia B-33 (Muzeum polského letectví v Krakově)

Bitevník Il-10 byl vyvíjen v Iljušinově konstrukční kanceláři od roku 1943. Prototyp byl zalétán v dubnu roku 1944 Vladimirem Kokkinakim a vybaven novým motorem Mikulin AM-42. Pozornost byla soustředěna na aerodynamické a technologické zpracování, zlepšení manévrovatelnosti stroje. Vznikl tak na svoji dobu velmi moderní bitevní letoun s vysokými výkony a vynikající výzbrojí. Další státní zkoušky pak létal A. K. Dolgov a zdárně je ukončil 9. června, v srpnu bylo rozhodnuto o sériové výrobě. Od října běžela výroba prvních předsériových exemplářů, po nichž následovaly sériové stroje.
Přední část trupu tvořila skořepina z pancéřových plátů o síle 4–8 mm, které byly spojeny 5 mm tlustými duralovými páskami. Tato pancéřová skořepina, která účinně chránila nejdůležitější části letounu proti střelám až do ráže 12,7 mm, nahradila zároveň nosnou konstrukci a potah přídě trupu. Silně pancéřovaná byla i kabina pro dva členy posádky.
První sériový stroj vzlétl 27. září 1944, do konce roku 1944 bylo postaveno 99 letadel Il-10. Postupem času docházelo k jejich postupné modernizaci, přičemž stroje v různých variantách se vyráběly dále i po ukončení druhé světové války.

## Avia B-33

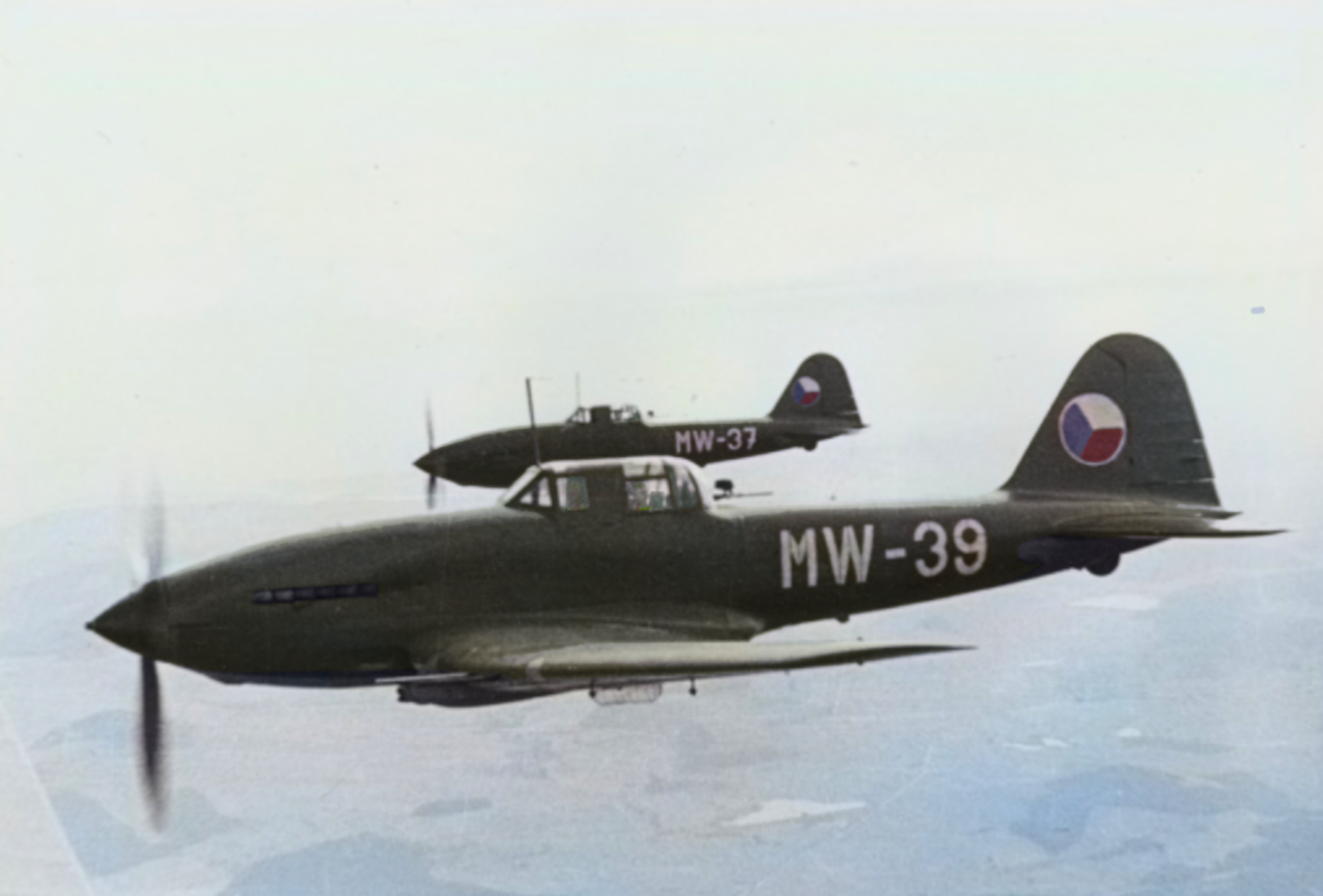
Avia B-33 (MW-39 a 37)

Po vzájemných československých a sovětských jednáních o licenční výrobě letounu Il-10 byl první vzorový kus dodán společně s dokumentací v listopadu 1949. První licenční stroj (ev. č. 1073, V-27) vybavený originálním motorem AM-42 (výr. č. 473209) zalétal tovární pilot Avie Eduard Kříž s mechanikem Františkem Sýkorou 26. prosince 1951. Druhý letoun (ev. č. 0536) s licenčním motorem zalétal štábní kapitán Václav Skála s Františkem Sýkorou 13. května 1952. Následná sériová produkce proběhla s těmito evidenčními čísly: I. série 1073-1099, II. série 1423-1522, III. série 1875-1974, IV. série 2256-2328, V. série 2643-2712, VI. série 3005-3104, VII. série 3404-3503, VIII. série 3810-3917,  IX. série 4200-4300, X. série 4552-4661, XI. série 5012-5123, XII. série 5206-5339 a XIII. 5464-5579. V součtu se pak jednalo o 1251 exemplářů vyrobených společně s cvičnou verzí s dvojím řízením CB-33 (Il-10UT), které byly vyráběny souběžně zhruba po pěti kusech za sebou. Československé CB-33 měly zadní překryt kabiny odklápěný vpravo, sovětské jej měly odsunovaný dozadu.
Letouny byly postupně zařazeny do výzbroje 34. bitevní letecké divize v Brně a jí podřízených útvarů: 28. bitevního leteckého pluku (bilp) v Brně-Černovicích, 30. bilp tamtéž (od roku 1953 v Piešťanech), 32. bilp rovněž v Brně (od roku 1954 v Trenčíně) a 45. dělostřeleckého průzkumného leteckého pluku (dpzlp v Plzni-Skvrňanech (od roku 1958 Líně).
Další B/CB-33 sloužily v Leteckém učilišti pro výcvik žáků u 1. leteckého školního pluku (1. lšp v Olomouci a 4. lšp (od roku 1954 2. lšp) v Prostějově-Stichovicích. Několik kusů bylo dodáno velitelské letce Velitelství letectva v Praze-Kbelích. Pár jich testoval Letecký výzkumný ústav v pražských Letňanech. Nejdéle létaly u 45. pluku v Líních, a to až do posledního letu 26. dubna 1962 s osádkou Š. Antal a J. Máj.
B-33 i CB-33 byly exportovány v počtu 280 kusů do Rumunska, 300 do Polska (z nich 14 bylo exportováno do Indonésie), 20 do Bulharska a 10 do Jemenu.

## Služba
Letouny Il-10 se dostaly k jednotkám až v samém závěru Velké vlastenecké války. Nejdříve byly dodávány výcvikovým jednotkám a od března 1945 byly nasazeny v závěrečných bojových operacích.
V srpnu 1945 zasáhly do bojů proti Japoncům, na straně Severní Koreje se účastnily od začátku roku 1950 korejské války.

## Specifikace

Třípohledový nákres Il-10

### Technické údaje
- Charakteristika: bitevní letoun
- Osádka: 2 osoby (pilot, střelec-radista)
- Rozpětí: 13,4 m
- Délka: 11,12 m
- Výška: 4,10 m
- Vlastní hmotnost: 4675 kg
- Vzletová hmotnost: 6537 kg
- Pohonná jednotka: 1 × vidlicový dvanáctiválec Mikulin AM-42 o výkonu 2000 k

### Výkony
- Cestovní rychlost: 436 km/h
- Maximální rychlost: 552 km/h
- Dostup: 7250 m
- Dolet: 800 km

### Výzbroj
- 4 × 23mm kanón VJa v křídlech (nebo 2× 23mm + 2× kulomet ŠKAS ráže 7,62 mm)
- 1 × 12,7mm kulomet UBT nebo 1× 20mm kanón B-20T ve věži zadního střelce
- až 700 kg pum AO, ZAB, nebo PTAB a 4–8 neřízených raket RO-82, nebo RO-132.